# HTC Panda
HTC Panda，原廠型號HTC P6300，是台灣宏達電公司所推出的提供給企業客戶的智慧型手機，搭載微軟 Windows Mobile 5，該手機提供一個擴展背夾，可在內增加如GPS，RFID模塊擴展其功能，滿足行業用戶的特殊需求，2007年7月於歐洲首度發表。已知客製版本HTC P6300，Dopod E616，O2 Xda Argon。

## 技術規格
- 處理器：Samsung SC32442 400MHz
- 作業系統：Windows Mobile 5.0 PocketPC Phone Edition
- 記憶體：ROM：256MB，RAM：128MB
- 尺寸：129.7 毫米 X 69.8 毫米 X 18.8 毫米
- 重量：200g（含電池）
- 螢幕：QVGA 解析度、3.5 吋 TFT-LCD 平面式觸控感應螢幕
- 網路：GSM/EDGE
- 藍牙：2.0 with EDR
- Wi-Fi：IEEE 802.11 b/g
- 相機：200萬畫素相機，支援自動對焦功能
- 電池：1500mAh充電式鋰或鋰聚合物電池

## 外部連結
- HTC P6300 概觀（页面存档备份，存于）
- HTC P6300 技術規格（页面存档备份，存于）